# Pirke de-Rabbi Eliezer
I Pirke' de-Rabbi Eliezer (PRE: פרקי דרבי אליעזר o פרקים דרבי אליעזר, Capitoli di Rabbi Eliezer) sono un'opera aggadica-midrashica in lingua ebraica sulla Torah, che contiene esegesi dei racconti biblici. L'opera è stata ampiamente apprezzata e diffusa nel corso della storia ebraica e lo è tuttora. L'editio princeps fu stampata a Costantinopoli nel 1514.
Tradizionalmente si è ritenuto che i PRE fossero uno scritto del maestro tannaitico Rabbi Eliezer ben Hurcanus (80-118 e.V.), - un discepolo di Rabbi Jochanan Ben Zakkai e maestro di Rabbi Akiva - e dei suoi discepoli, ma Leopold Zunz ha dimostrato che è stato composto verso l'VIII secolo in una regione sotto il dominio islamico.